# Ulaid

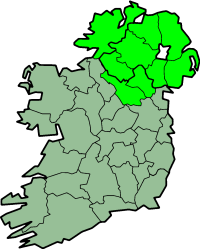
Ulaid (l'area indicata in diversi colori)

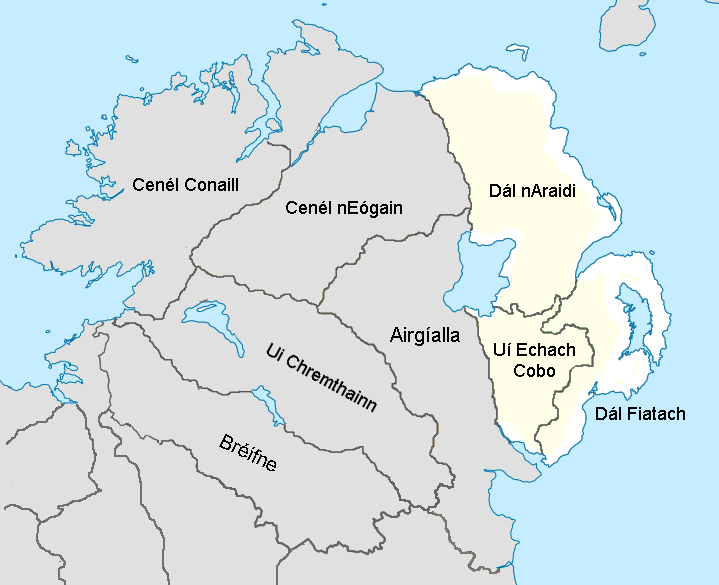
Ulaid durante il X e XI secolo e i tre principali sub-regni, insieme ad alcuni dei suoi regni vicini. Questi confini sarebbero stati usati come base per le diocesi create nel XII secolo..

Gli Ulaid o Ulaidh (pronuncia /'ʊləɣ′/) erano un antico popolo dell'Irlanda nord-orientale, che diede il proprio nome alla provincia irlandese dell'Ulster. Sarebbe quel popolo che nella sua Geografia (II secolo d.C.) Tolomeo chiama Volunti.

## Storia
La loro capitale viene tradizionalmente individuata a Navan Fort, (in irlandese Eamhain Mhacha), vicino all'odierna Armagh. All'apice della sua estensione il territorio degli Ulaid si estendeva a sud fino al fiume Boyne e a ovest fino alla contea di Leitrim. Ma nella prima fase dell'epoca cristiana furono pressati da nord dai Uí Néill del nord (che facevano parte dei Connachta) che spinsero gli Ulaid a est nella contea di Down, dove furono conosciuti col nome di Dál Fiatach e di Dál nAraidi.
Secondo gli Annali dei quattro maestri, la riduzione del territorio degli Ulaid iniziò nel 331, quando i Tre Collas sconfissero re Fergus Foga nella battaglia di Achadh Leithdheirg, nella contea di Monaghan, conquistando tutto il territorio a ovest del fiume Newry e di Lough Neagh e incendiarono Emain Macha, che venne abbandonata e Fergus Foga fu l'ultimo sovrano degli Ulaid a regnare là.
I Dál Fiatach regnarono sulla contea di Down, che ruotava intorno a Downpatrick, fino a quando non furono sopraffatti dai normanni nel 1177, i quali stabilirono l'earldom dell'Ulster che però fu soppresso nel 1333 dai Clandeboye O'Neills. Nel 1364, dopo mille anni di sforzi, gli O'Neill divennero sovrani dell'Ulster.
Thomas Francis O'Rahilly riteneva che gli Ulaid fossero un ramo degli Érainn. La loro dinastia affermava di discendere dal leggendario sovrano Rudraige.
Il Ciclo dell'Ulster della mitologia irlandese parla degli eroi degli Ulaid e delle loro guerre contro Connacht, collocando questi eventi prima della nascita di Cristo. Comunque, in questo contesto il nome di Connacht appare come un anacronismo. Abitualmente si pensa che Connacht abbia preso il suo nome dai Connachta, discendenti di Conn Cétchathach, che si pensa sia vissuto molti secoli dopo gli eventi narrati nel Ciclo dell'Ulster. Cóiced Ol nEchmacht è a volte dato come un primo nome della provincia.